# Alexander Basilaia
Alexander Basilaia (en georgiano: ალექსანდრე ბასილაია; 11 de marzo de 1942 – 3 de octubre de 2009) fue un compositor y letrista de música popular y bandas de sonoras georgiano. Basilaia lideró el grupo musical Iveria desde su fundación en 1968 con un gran éxito en la década de los 70 y 80. 

## Biografía
Basilaia estudió contrabajo en el Conservatorio Estatal de Tiflis y fue un personaje activo en la escena soviética en 1963. En 1968 fundó un grupo VIA llamado Iveria. Fue el principal compositor y manager del grupo que rápidamente ganó popularidad por su fusión de pop, rock y jazz con la música tradicional georgiana y consiguió la fama con sus musicales La boda de los arrendajos (1980) y Los argonautas (1982). Su tercer y último musical Pirosmani fue un éxito tanto en Georgia como en Rusia en 1996. El último trabajo de Basilaia "Algo ha aparecido" se estrenó poco antes de su muerte en octubre de 2009.
Fue premiado con el título de Artista honorífico de Georgia y el de Ciudadano Ilustre de Tbilisi.